# Гомбоц, Адриан
Адриан Гомбоц (словен. Adrian Gomboc, род. 20 января 1995 года) — словенский дзюдоист. Чемпион Европы 2018 года, серебряный призёр Чемпионата Европы 2017 года.

## Карьера
Принимал участие на Олимпийских играх в Рио-де-Жанейро, в матче за бронзовую медаль уступил узбекскому борцу Ришоду Сабирову.
На чемпионате Европы в Варшаве в 2017 году, Адриан дошёл до финала, но упустил победу в весовой категории до 66 кг, став серебряным призёром чемпионата.
Спустя год, на чемпионате Европы в Тель-Авиве в 2018 году, Адриан одержал победу в весовой категории до 66 кг, став впервые чемпионом Европы.